# 木瓜渦螺
木瓜渦螺（学名：Fulgoraria exoptanda）为渦螺科閃電渦螺屬下的一个种。